# 苗庆旺
苗庆旺（1970年2月—），男，汉族，中国政治人物。曾任中共中央纪委副秘书长，广西壮族自治区人民政府副主席，自治区国资委党委书记。现任中共广西壮族自治区党委常委，政法委书记，自治区法学会会长。